# Meester van het Gulden Vlies van Wenen en Kopenhagen

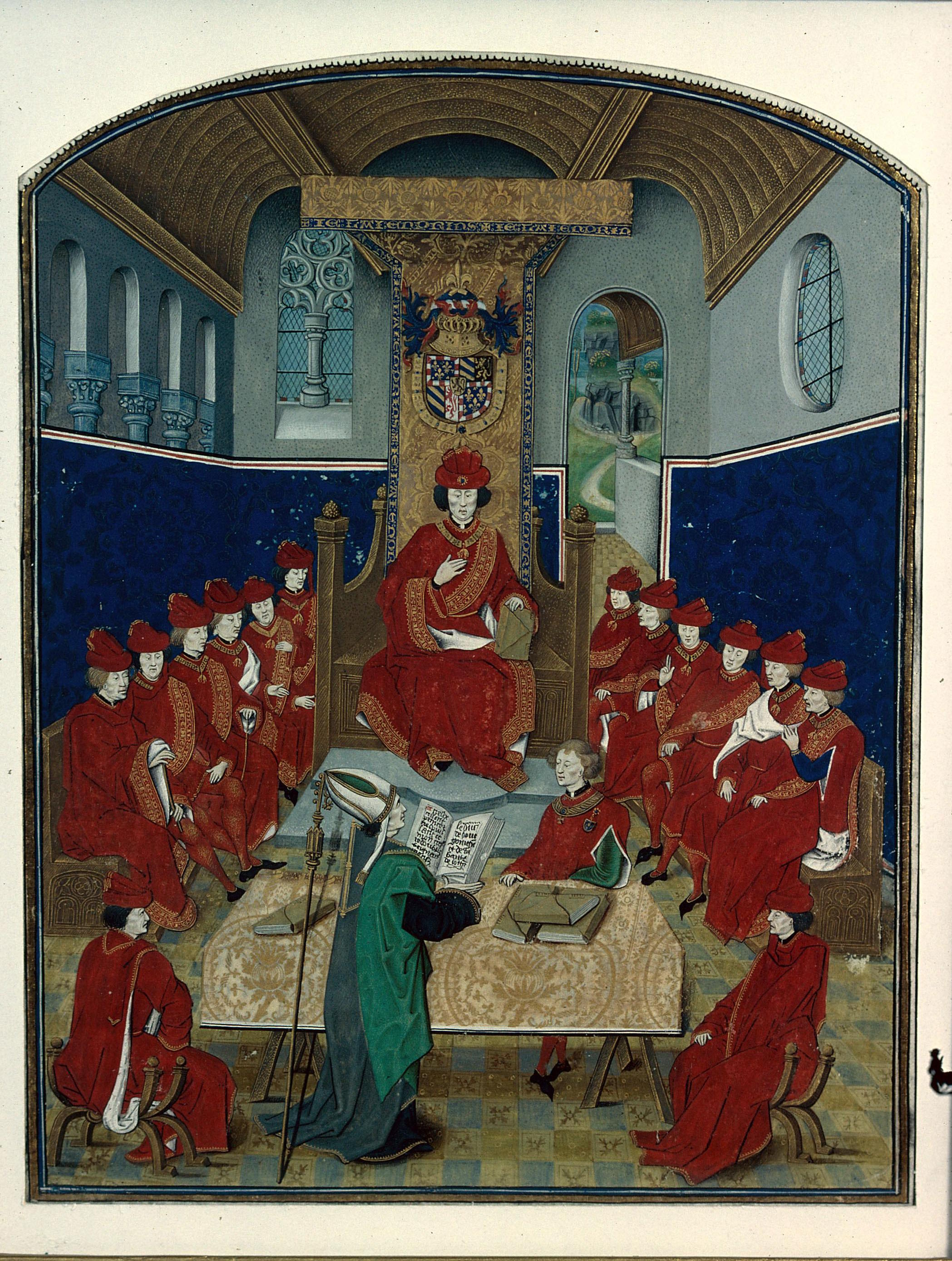
frontispice Histoire de la Toison d’or Vol. 1, Bibliothèque municipale in Dijon (ms. 2948).

De Meester van het Gulden Vlies van Wenen en Kopenhagen is een anonieme miniaturist die actief was in Brugge en in Rijsel tussen 1470 en 1480.
Zijn noodnaam kreeg hij naar het werk van Guillaume Fillastre, Histoire de la Toison d’or. Fillastre was bisschop van Doornik en kanselier van de Orde van het Gulden Vlies. Hij stierf onverwacht in 1473 en beëindigde slechts drie delen van de zes die hij gepland had. Het werk was bestemd voor Karel de Stoute die het in 1473 in ontvangst nam. De drie delen raakten daarna gesplitst. Het tweede en het derde deel bleven volledig en worden nu bewaard in de Österreichische Nationalbibliothek in Wenen (Archief van de orde van het Gulden Vlies, ms. 2) en in Det Kongelige Bibliotek in Kopenhagen (ms. Thott 465 2°). Van het eerste deel zijn slechts drie losse bladen bewaard gebleven, waaronder de frontispice die bewaard wordt in de Bibliothèque municipale in Dijon (ms. 2948). De frontispices van deze drie delen zijn de meest geslaagde miniaturen uit het oeuvre van de kunstenaar.
De miniaturist werkte waarschijnlijk in Brugge maar hij werd ook in Rijsel gesitueerd. Verschillende van zijn werken werden in die stad ingebonden door Vincent Gohon, onder meer het derde volume van de Histoire de la Toison d’or, en hij werkte samen met enkele Rijselse kopiisten zoals Jean Du Quesne. Naast zijn werk voor Karel de Stoute verluchtte hij ook handschriften voor Eduard IV van Engeland, Lodewijk van Gruuthuse, Anton van Bourgondië en Jan II van Croÿ. Hij werkte regelmatig samen met Brugse miniaturisten zoals Willem Vrelant, Philippe de Mazerolles, Loyset Liédet en de Meester van de Londense Wavrin, maar ook met de Meester van de geleliede grisailles die voornamelijk in Rijsel werkzaam was en met wie hij samenwerkte aan de Kroniek van Pisa.

## Stijl
De personages die de meester schildert lijken allemaal oud te zijn en hebben hoofden met een knokige structuur. De meesten loensen en hebben een lange smalle neus, rode wangen en afhangende lippen. Ze lijken uitgemergeld. Het overvloedige haar wordt meestal bedekt met een afgeronde muts die met hermelijnbont is afgezet en laag over het voorhoofd wordt getrokken. De in profiel afgebeelde gezichten zijn hoekig, met ingevallen wangen een puntige neus en vooruitstekende kin. Dit beeld is vrij algemeen, de miniaturist schildert ook de hertog en andere belangrijke personen met deze vrij stereotiepe kenmerken.
In zijn landschappen stapelt hij dingen op elkaar zonder enige zin voor perspectief. De stadsgezichten bestaan uit een opeenstapeling van architectuurelementen zonder enige samenhang. Ze wemelen van de figuren maar het verband tussen de grootte van de personen en van de gebouwen is volledig zoek. Hij doet in zijn landschappen sterk denken aan de beelden op wandtapijten.
In zijn margeversiering kan men twee types ontdekken. In het eerste schildert hij zeer precies en nauwgezet acanthusbladeren die in vier tinten schitterend gekleurd worden. Er worden pompoenen en lathyrussen aan toegevoegd en ze zijn het habitat van allerlei vogels en hybride wezens. Het tweede type van marge is minder luxueus. De acanthusbladeren zijn geschilderd in slechts twee, veel mattere, kleuren en ze vormen ronde bosjes. De bewoning van de marge is gelijkaardig.
Alleen de zittingen van de raad van het Gulden Vlies zijn een uitzondering op het gebrek aan perspectief. Alles loopt samen naar de troon van de hertog in het achterste gedeelte van de zaal.

## Werken
Verschillende manuscripten werden volledig door hem verlucht zoals:
- ‘Livre du trésor’ van Brunetto Latini, bestemd voor Lodewijk van Gruuthuse, BnF, Fr. 191.
- ‘Régime des princes’ bestemd voor Lodewijk van Gruuthuse, Bibliothèques de Rennes, ms. 153.
- ‘Doctrine du disciple de sapience’, bestemd voor Anton van Bourgondië, miniaturen in grisaille, Bayerische Staatsbibliothek, ms .Gall.28
- ‘Kroniek van Boudewijn van Avesnes’, gemaakt voor Jan II van Croÿ, KBR, ms.9277

Hij verluchtte een belangrijk deel van de:
- ‘Kroniek van Boudewijn van Avesnes’, uit de bibliotheek van Lodewijk van Gruuthuse, waaraan hij samenwerkte met de Meester van de geleliede grisailles, BnF, Fr. 279

Voor veel werken beperkte hij zicht tot het frontispice zoals onder meer:
- ‘Punische oorlogen’ van Jean Le Bègue, bestemd voor Lodewijk van Gruuthuse, BnF, Fr. 724
- ‘De civitate Dei’ van Sint Augustinus, British Library, Royal 14 D I[2]
- ‘Regel van Augustinus en huisreglement van het hôpital Notre-Dame de Seclin’, archieven van het hospitaal.

In andere werken bleef zijn bijdrage vrij beperkt; soms realiseerde hij alleen de randversiering:
- ‘Kronijke van Pisa’ voor Guillaume de Ternay, provoost van Rijsel, in samenwerking met de Meester van de geleliede grisailles, Darmstadt, Universitäts- und Landesbibliothek Darmstadt, Ms.133
- ‘Recueil des croniques d’Engleterre’ voor Eduard IV van Engeland, margeversiering, in samenwerking met de Meester van de Londense Wavrin, British Library, Royal 15 E IV[3]
- ‘Recueil des Croniques et Anchiennes Istories de la Grant Bretaigne, à présent nommé Engleterre’ van Jean de Wavrin gemaakt voor Eduard IV, met de Meester met de witte inscripties en de Meester van Edward IV, British Library, Royal 14 E IV[4]
- ‘Recueil des croniques d’Engleterre’ voor Anton van Bourgondië, enkele miniaturen en marges, in samenwerking met de Meester van Rambures, Oxford, Bodleian Library Ms. Laud. Misc. 653[5]
- ‘Recueil des croniques d’Engleterre’ voor Lodewijk van Gruuthuse, een enkele marge, BnF, Fr. 79 (f.1)
- ‘Kroniek van Froissart’ voor Guillaume de Ternay, marges, KBR, Ms. IV 467
- ‘Kroniek van Froissart’ voor Anton van Bourgondië, marges, in samenwerking met Lieven van Lathem, Staatsbibliothek zu Berlin, ms. Dépôt Breslau I
- ‘Legenda aurea’, bestemd voor Jean d'Auxy, semigrisaille in samenwerking met Willem Vrelant, Philippe de Mazerolles et Loyset Liédet, en anderen,  The Pierpont Morgan Library and Museum, New York, M. 672-675[6] en Bibliothèque municipale van Mâcon, ms. 3

## Weblinks
- Beschrijving op IRHT, Jonas